# Thierry Cazeneuve
Pour les articles homonymes, voir Cazeneuve.
Thierry Cazeneuve est un journaliste français travaillant au journal Le Dauphiné libéré, ancien directeur de la course cycliste du même nom et écrivain.

## Biographie
Neveu de Georges Cazeneuve, un des cofondateurs du quotidien Le Dauphiné libéré, Thierry Cazeneuve intègre le journal en 1973. 15 ans plus tard, il succède à Marcel Patouillard à la tête de l'épreuve cycliste appartenant au journal et fondée par son oncle, le Critérium du Dauphiné libéré. Il reste à la tête de la course et dans la rédaction du journal jusqu'en 2009 et le rachat de la course par Amaury Sport Organisation.
Parallèlement à son rôle de directeur du Critérium du Dauphiné libéré, Cazeneuve dirige de 2003 à 2007 la Ligue du cyclisme professionnel français. Il est également auteur de plusieurs ouvrages ayant le sport cycliste comme thème.